# 亚洲大花蒿
亚洲大花蒿（学名：Artemisia macrantha）为菊科蒿属的植物。分布在俄罗斯、蒙古以及中国大陆的新疆、内蒙古等地，生长于海拔1,500米的地区，多生长于灌丛、草甸、山谷、草原和路旁等处，目前尚未由人工引种栽培。

## 别名
- 大花蒿（俗称）